# The Overholt Company
The Overholt Company war ein US-amerikanischer Hersteller von Automobilen.

## Unternehmensgeschichte
Ed Overholt hatte die Position als Sekretär und Schatzmeister bei der Wenzelmann Manufacturing Company in Galesburg inne. Er verließ 1908 das Unternehmen und gründete ein eigenes Unternehmen in der gleichen Stadt. 1909 begann die Produktion von Automobilen. Der Markenname lautete im ersten Jahr Overholt, danach Illinois. A. L. Nelson fertigte die Karosserien. 1912 endete die Fahrzeugproduktion. Für 1909 sind 10 Fahrzeuge überliefert, für 1910 15 und für die Zeit danach noch etwa 50.
Im August 1912 kaufte Overholt Baupläne, viele Teile und möglicherweise auch die Vermögenswerte der Reeves Pulley Company, die Ottomotoren hergestellt hatte. Nun stellte er Motoren, Hupen und anderes Fahrzeugzubehör her.
1914 zerstörte ein Feuer das Werk. Danach verliert sich die Spur des Unternehmens.

## Fahrzeuge

### Markenname Overholt
Das einzige Modell hatte einen luftgekühlten Zweizylindermotor mit 12 PS Leistung und Kettenantrieb. Das Fahrgestell hatte 218 cm Radstand. Aufbauten waren Roadster mit zwei und vier Sitzen.

### Markenname Illinois
Die Fahrzeuge waren größer und stärker motorisiert. 1910 gab es einen 30 HP. Er hatte einen Vierzylindermotor von Reeves mit 30 PS Leistung. Der Radstand betrug 279 cm. Zur Wahl standen ein Tourenwagen mit fünf Sitzen und ein Baby Tonneau mit vier Sitzen.
1911 erschien der 35/40 HP. Der Vierzylindermotor war diesmal wassergekühlt und kam von Waukesha Engines. Er war mit 35/40 PS angegeben. Der Radstand war auf 305 cm verlängert worden. Das Karosserieangebot entsprach bis auf einen zusätzlichen fünfsitzigen Semi-Torpedo dem Vorjahresmodell.
1912 wurde es Model G genannt. Motor und Radstand blieben unverändert. Tourenwagen mit fünf Sitzen, Roadster mit zwei und vier Sitzen, Coupé und Limousine standen zur Wahl. Außerdem wurde mit dem Model K ein zweites Modell eingeführt. Sein Vierzylindermotor war mit 25,6 PS angegeben. Der Radstand betrug 272 cm. Einziger Aufbau war ein Tourenwagen mit fünf Sitzen.

## Modellübersicht
| Jahr | Marke    | Modell   | Zylinder | Leistung (PS) | Radstand (cm) | Aufbau                                                                 |
| ---- | -------- | -------- | -------- | ------------- | ------------- | ---------------------------------------------------------------------- |
| 1909 | Overholt |          | 2        | 12            | 218           | Roadster 2-sitzig und 4-sitzig                                         |
| 1910 | Illinois | 30 HP    | 4        | 30            | 279           | Tourenwagen 5-sitzig, Baby Tonneau 4-sitzig                            |
| 1911 | Illinois | 35/40 HP | 4        | 35/40         | 305           | Tourenwagen 5-sitzig, Baby Tonneau 4-sitzig, Semi-Torpedo 5-sitzig     |
| 1912 | Illinois | Model G  | 4        | 35/40         | 305           | Tourenwagen 5-sitzig, Roadster 2-sitzig und 4-sitzig, Coupé, Limousine |
| 1912 | Illinois | Model K  | 4        | 25,6          | 272           | Tourenwagen 5-sitzig                                                   |